# 2-й Котляковский переулок
Второ́й Котляко́вский переу́лок — улица в районе Москворечье-Сабурово Южного административного округа города Москвы.
Проходит от 1-го Варшавского проезда до Котляковской улицы, параллельно 1-му Котляковскому переулку. Нумерация домов ведётся от 1-го Варшавского проезда.

## Происхождение названия
Название дано по деревне Котляково, стоявшей при реке Чертановке и в 1960 году вошедшей в черту Москвы. В основе названия лежит либо личное имя Котляк, либо фамилия Котляков. Происхождение же самого довольно распространённого имени неясно, хотя предполагается наличие тюркских корней.

## Автобус
| 897: | Каширская • Варшавская |

«→» — остановки проходятся только при движении в прямом направлении; «←» — остановки проходятся только при движении в обратном направлении.